# Jews for Judaism
Jews for Judaism (eng. Juden für das Judentum) ist eine international tätige Organisation, die 1985 von Rabbiner Bentzion Kravitz gegründet wurde. Ihr Ziel ist es, die Konversion von Juden zu anderen Religionen zu verhindern, oder Juden, die bereits konvertiert sind, zum jüdischen Glauben zurückzuführen. Es ist die größte existierende gegen die Mission gerichtete Organisation. Sie bietet Beratung, Bildung und Outreach-Programme für Juden aller Glaubensrichtungen an.
Die Bezeichnung Jews for Judaism wurde entsprechend der Bezeichnung Juden für Jesus gewählt, einer der wichtigsten Missionsorganisationen, der sie entgegenarbeiten soll.  Eines der bekanntesten frühen Mitglieder, Larry Levey, war ein Jude, der zum Christentum übergetreten war und darauf wieder zum Judentum zurückkehrte. Er leitete später für einige Jahre das Büro der Organisation in Baltimore. Zusätzlich zu seinen Aktivitäten in Reaktion auf die christliche Mission ist Jews for Judaism auch bekannt für seine kritischen Angriffe auf das Kabbalah Centre.

## Niederlassungen und Leiter
Jews for Judaism hat in den folgenden Städten Niederlassungen: Los Angeles, Kalifornien, Vereinigte Staaten; Toronto, Kanada und Sydney, Australien.
Leiter
- Los Angeles, Vereinigte Staaten: Rabbi Bentzion Kravitz.
- Toronto, Kanada: Julius Ciss, ein früherer Messianischer Jude.[8]
- Sydney, Australien: Rabbiner Eli Cohen.

## Be-True
Jews for Judaism gründete für Studenten eine Organisation namens Be-True als Antwort auf missionarische Tätigkeiten an Universitäten. Sie stützt sich hauptsächlich auf freiwillige Mitarbeiter unter den Studenten. Es gibt Vertreter in den USA, Kanada und Australien.

## Diskussions-Foren
Foren der Organisation Jews for Judaism dienten vielen Juden als Diskussionsbasis, Noachiden, praktizierenden  und nicht praktizierenden Juden und Konvertiten. Die Formen diskutierten Themen der interkonfessionellen Ehe und halfen bei religiösen Fragen. Bekannt waren die Seiten auch für die Debatten zwischen Mitgliedern und Vertretern meist evangelikaler christlicher Kirchen.  2007 wurde das Forum geschlossen.
Jews for Judaism betrieb zeitweise einen Blog.